# Kildress

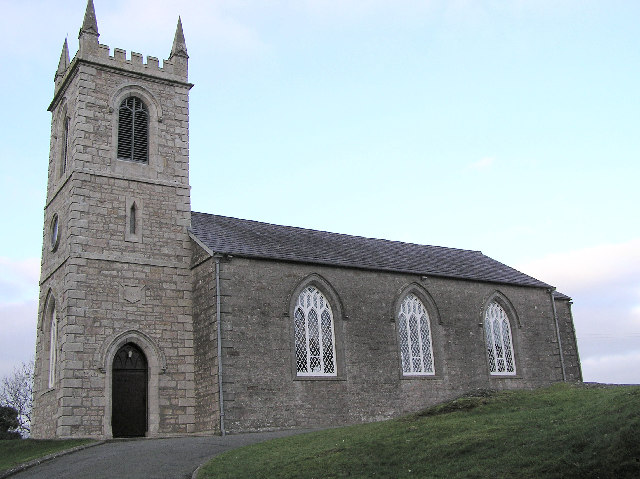
A Igreja de São Patrício da Irlanda, Kildress.

Kildress (em irlandês:  Cill Dreasa) é uma vila nos arredores de Cookstown no Condado de Tyrone, Irlanda do Norte. É o lar da Cloughfin Pipe Band e do clube Kildress Wolfe Tones GAA. Encontra-se próximo ao Drum Manor Forest Park, e Wellbrook Beetling Mill.